# Taylor Wang
Taylor Gun-Jin Wang (* 16. června 1940 Šanghaj, Čína) je americký vědec a astronaut čínské národnosti, který v létě roku 1985 zúčastnil sedmidenního letu v raketoplánu Challenger.

## Životopis
Rodina se odstěhovala v roce 1952 na Tchaj-wan, kde také vystudoval. Pak se odstěhoval do Hongkongu a odtud odjel studoval do Kalifornie. Na tamní univerzitě získal v letech 1968–1971 dva doktoráty v oborech fyziky. V USA již zůstal a roku 1975 získal americké občanství. Oženil se, má dva syny.
Po absolvování výcviku astronautů v Houstonu a letu v raketoplánu (bylo mu necelých 45 let) se věnoval výuce na univerzitě Vanderbild v Nashville, státu Tennessee. Je autorem 22 patentů a zhruba 200 vědeckých statí v odborném tisku.

## Let do vesmíru
Byl na palubě raketoplánu Challenger startujícího ze základny na Mysu Canaveral na Floridě spolu s dalšími šesti astronauty. Jednalo se o misi označenou později v COSPAR jako 1985-034A. Na palubě sebou vezli mj. laboratoř Spacelab 3, dvě družice Nusat a GLOMR a klece s pokusnými zvířaty. Velitelem raketoplánu byl Robert Overmyer, mimo Taylora Wanga zde zastávající post fyzika a specialisty pro užitečné zatížení, letěli také Frederick Gregory, William Thornton, Norman Thagard, Don Lind a Lodewijk van den Berg. Vědecký program se vcelku podařilo splnit, jen u některých přístrojů se objevily neopravitelné závady a vypustit se nepodařilo družici GLOMR. Přistáli na základně a kosmodromu Edwards v (Kalifornii – Mohavská poušť).
- STS-51-B Challenger, start 29. duben 1985, přistání 6. květen 1985.